# Corvinul Hunedoara
Club Sportiv Corvinul 1921 Hunedoara is een Roemeense voetbalclub uit Hunedoara.
De club werd opgericht als Metalul Hunedoara en speelde in 1954 voor het eerst in de Roemeense hoogste klasse maar degradeerde direct. In 1960/61 keerde de club, die intussen Corvinul heette, terug maar kon ook dit keer niet standhouden. De volgende promotie kwam er pas in 1976. Dit keer leek het beter te gaan met een achtste plaats in 1978, dit werd echter gevolgd door een nieuwe degradatie.
Het verblijf in tweede werd dit keer tot één jaar beperkt en bij de terugkeer werd Corvinul zesde. Het volgende jaar werd de club zelfs derde en mocht Europees spelen. De volgende seizoenen eindigde de club in de middenmoot of in de subtop tot 1992 toen de club opnieuw degradeerde.
In 2001 degradeerde de club verder naar de derde klasse maar kon na één seizoen terugkeren. Later degradeerde Corvinul opnieuw naar de derde klasse. In 2004 werd de club vanwege financiële problemen uit de competitie genomen. De naam en uitingen waren in 2005 door de laatste voorzitter verkocht. Vervolgens werd er enkel nog met een jeugdteam gespeeld en ging in 2016 failliet.
Vanuit de gemeente Hunedoara werd dat jaar SC Corvinul 2005 Hunedoara opgericht dat de licentie van CSM Deva in de Liga 2 overnam. In 2008 ging deze club echter failliet. Medio 2009 werd FC Hunedoara als volgende navolger opgericht. Deze club speelde in de Liga III voor ze in 2016 vanwege financiële problemen teruggezet werd naar de regionale reeksen. Als CS Hunedoara ging de club verder en promoveerde in 2017 terug naar de Liga III.
In 2021 fuseerde CS Hunedoara met de rechtenhouder van de naam Corvinul tot  CS Corvinul 1921 Hunedoara. Zowel in 2022 als 2023 werd de club kampioen in de Liga III. In 2023 promoveerde de club ook en werd in het seizoen 2023/24 direct tweede in de Liga 2 maar promoveerde niet. Corvinul 1921 Hunedoara won als tweedeklasser de Cupa României door in de finale Oțelul Galați na penalty's te verslaan. Daardoor komt de club uit in de UEFA Europa League 2024/25. De finale om de Supercupa României 2024 werd verloren van landskampioen FCSB.

## Corvinul in Europa
Uitslagen vanuit gezichtspunt Corvinul Hunedoara
| Seizoen | Competitie        | Ronde | Land                 | Club        | Totaalscore | 1e W    | 2e W    | PUC |
| ------- | ----------------- | ----- | -------------------- | ----------- | ----------- | ------- | ------- | --- |
| 1982/83 | UEFA Cup          | 1R    | Vlag van Oostenrijk  | Grazer AK   | 4-1         | 1-1 (U) | 3-0 (T) | 2.0 |
|         |                   | 2R    | Vlag van Joegoslavië | FK Sarajevo | 4-8         | 4-4 (T) | 0-4 (U) | 2.0 |
| 2024/25 | Europa League     | 1Q    | Vlag van Hongarije   | Paksi SE    | 4-2         | 4-0 (U) | 0-2 (T) | 1.5 |
|         |                   | 2Q    | Vlag van Kroatië     | HNK Rijeka  | 0-1         | 0-0 (T) | 0-1 (U) | 1.5 |
| 2024/25 | Conference League | 3Q    | Vlag van Kazachstan  | FK Astana   | 2-8         | 1-2 (T) | 1-6 (U) | 1.5 |

Totaal aantal punten voor UEFA coëfficiënten: 3.5
Zie ook
- Deelnemers UEFA-toernooien Roemenië
- Ranglijst van alle clubs die in de diverse Europa Cups zijn uitgekomen

CS Afumati ·
Metaloglobus Boekarest ·
CSA Steaua Boekarest ·
Metalul Buzău ·
Ceahlăul Piatra Neamț ·
Concordia Chiajna ·
U Craiova ·
CSC Dumbrăvița ·
CSM Focșani ·
Corvinul Hunedoara ·
Csíkszereda Miercurea Ciuc ·
Mioveni · 
Câmpulung Muscel ·
FC Bihor Oradea (2022) ·
Argeș Pitești ·
Reșița ·
CSC 1599 Șelimbăr ·
CSM Slatina ·
ACS Viitorul Târgu Jiu ·
Chindia Târgoviște · 
Unirea Ungheni ·
Voluntari